# (8770) Totanus
(8770) Totanus ist ein im äußeren Hauptgürtel gelegener Asteroid, der am 30. September 1973 von dem niederländischen Astronomenehepaar Cornelis Johannes van Houten und Ingrid van Houten-Groeneveld entdeckt wurde. Die Entdeckung geschah im Rahmen der 2. Trojaner-Durchmusterung, bei der von Tom Gehrels mit dem 120-cm-Oschin-Schmidt-Teleskop des Palomar-Observatoriums aufgenommene Feldplatten an der Universität Leiden durchmustert wurden, 13 Jahre nach Beginn des Palomar-Leiden-Surveys.
Der mittlere Durchmesser des Asteroiden wurde mithilfe des Wide-Field Infrared Survey Explorers (WISE) mit 15,335 (±0,375) km berechnet, die Albedo mit 0,062 (±0,015). Die Rotationsperiode von (8770) Totanus wurde 2009 und 2020 von Brian D. Warner sowie 2018 von Jofes Ďurech und Josef Hanuš untersucht. Die Lichtkurven reichten jedoch nicht zu einer Bestimmung aus.
Der Asteroid gehört zur Themis-Familie, einer Gruppe von Asteroiden, die nach (24) Themis benannt wurde. Die zeitlosen (nichtoskulierenden) Bahnelemente von (8770) Totanus sind fast identisch mit denjenigen von 19 kleineren Asteroiden, zum Beispiel (24880) 1996 OP, (71372) 2000 AS139 und (84902) Porrentruy.
(8770) Totanus ist nach dem Rotschenkel benannt, dessen wissenschaftlicher Name Tringa totanus lautet. Zum Zeitpunkt der Benennung des Asteroiden am 2. Februar 1999 war der Bestand des Rotschenkels in den Niederlanden gefährdet.